# Marcus Élieser Bloch

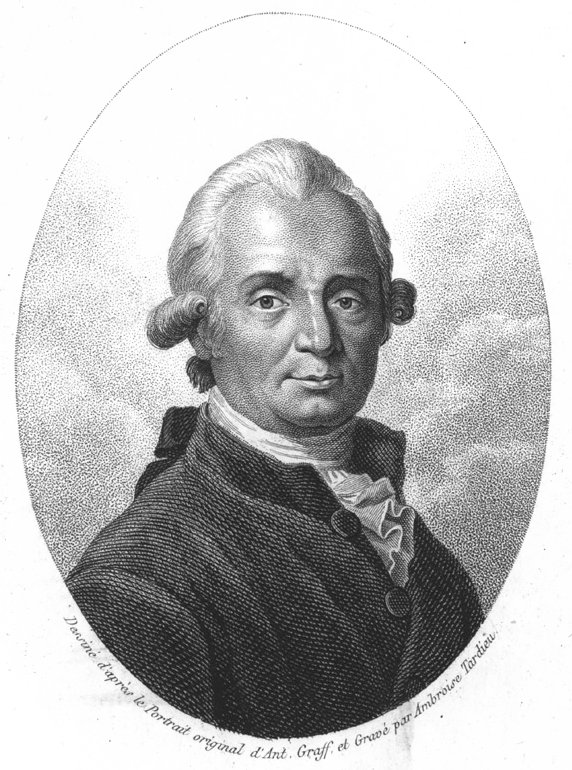
Marcus Élieser Bloch, Stich nach dem Gemälde von Anton Graff.

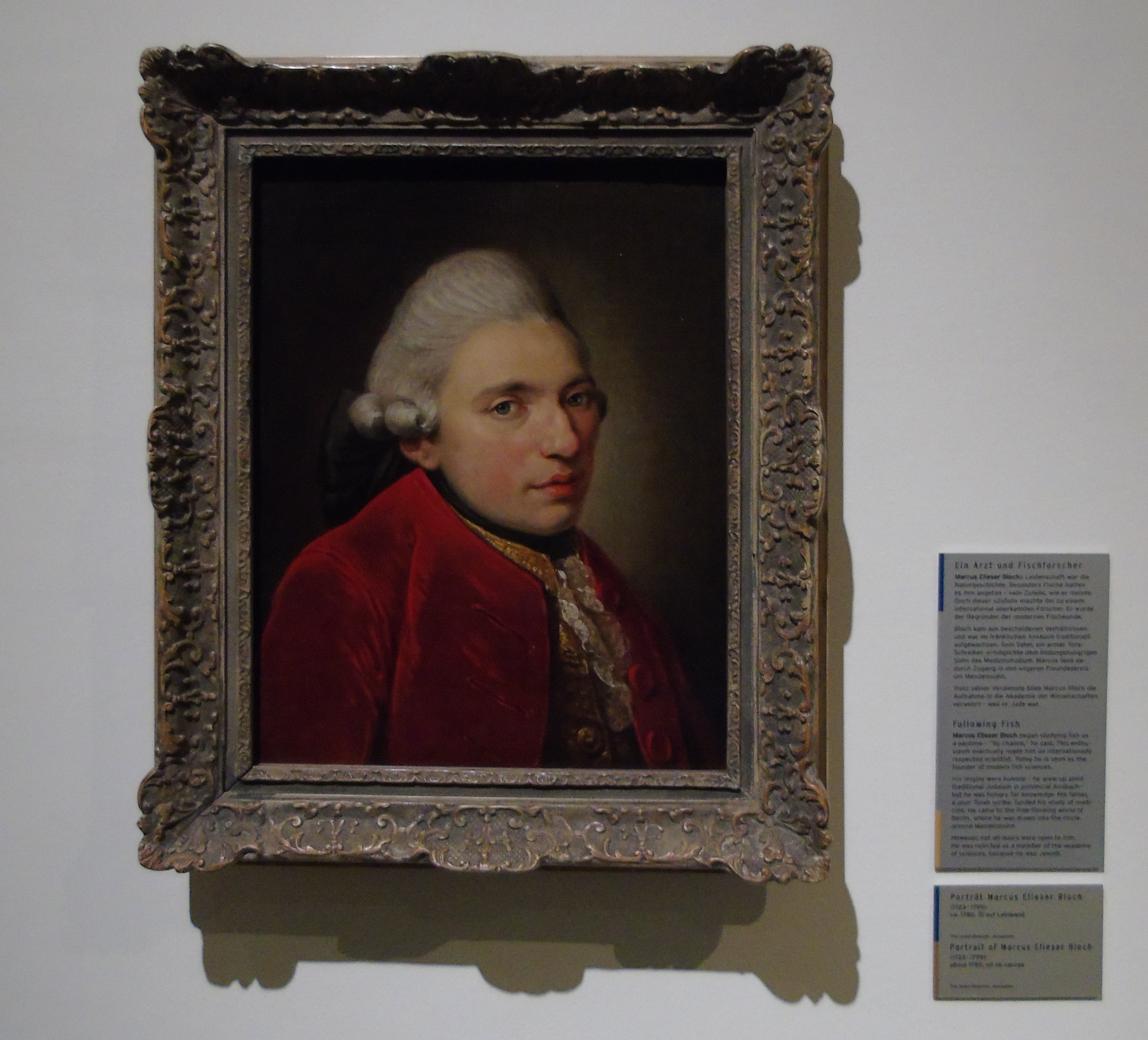
Porträt, ca. 1780

Marcus Élieser Bloch (* 1723 in Ansbach; † 6. August 1799 in Karlsbad) war ein deutscher Naturforscher und Arzt. Sein Fachgebiet war vor allem die Ichthyologie (Fischkunde), zu deren führenden Vertretern er im 18. Jahrhundert zählte.

## Leben und Wirken
In sehr bescheidenen jüdischen Verhältnissen als Sohn eines armen Thora-Schreibers aufgewachsen, konnte er bis zum neunzehnten Lebensjahr weder Deutsch lesen noch schreiben. Durch seine Kenntnis des Hebräischen und der rabbinischen Schriften erlangte er aber eine Stelle als Hauslehrer bei einem jüdischen Wundarzt in Hamburg. Dort verbesserte er seine Deutschkenntnisse, lernte Latein und eignete sich erste Grundkenntnisse der Anatomie an. Nachdem er die Hauslehrerstelle aufgegeben hatte, siedelte Bloch nach Berlin um, wo er mit Unterstützung dortiger Verwandter Medizin studierte. In Frankfurt (Oder) promovierte er als Mediziner, anschließend ließ er sich in Berlin als praktischer Arzt nieder. Dort behandelte er unter anderem den befreundeten Moses Mendelssohn (1729–1786) und schloss sich als typischer Vertreter der Haskala einem Kreis aufgeklärter Juden um ihn an.
Seine erste Publikation waren 1774 die Medicinische Bemerkungen, Nebst einer Abhandlung vom Pyrmonter Sauerbrunnen. Für die damalige Zeit ungewöhnlich fortschrittlich stellte er darin u. a. fest, dass das Seelenleben einer werdenden Mutter großen Einfluss auf das Gedeihen des Embryos hätte. Neben seiner ärztlichen Tätigkeit befasste er sich auch mit zoologischen Studien, in erster Linie mit Fischen. Er wurde 1781 zum Mitglied der Göttinger Akademie der Wissenschaften und 1782 zum Mitglied der Gelehrtenakademie Leopoldina gewählt.
Blochs Hauptwerk ist die Allgemeine Naturgeschichte der Fische, die 1782 bis 1795 in 12 Bänden erschien. Dabei sind die enthaltenen Kupferstiche nicht nur von wissenschaftlichem, sondern auch von hohem künstlerischem Wert. In den ersten drei Bänden behandelt er die in Deutschland vorkommenden Fische und richtete ein besonderes Augenmerk auf deren wirtschaftliche Nutzung. Der Rest des Werks befasst sich mit den übrigen zu dieser Zeit bekannten Fischen der Welt. Das den Beschreibungen zu Grunde liegende Material erhielt er von mehreren Fachkollegen und Sammlern, darunter dem Missionar Christoph Samuel John. Die ersten Bände finanzierte Bloch noch aus eigenen Mitteln, musste sich dann jedoch nach Geldgebern umschauen, die er in Mitgliedern des Adels und in Wissenschaftlern in Berlin fand. Bloch bediente sich dabei einer ungewöhnlichen Form des „Wissenschafts-Sponsorings“: Auf den entsprechenden der 432 handkolorierten Bildtafeln der Naturgeschichte der Fische war der Name des jeweiligen Förderers abgedruckt. Die Allgemeine Naturgeschichte der Fische war zu Blochs Lebzeit und noch weit darüber hinaus das wichtigste ichthyologische Werk überhaupt. Seinen besonderen Wert erlangte es dadurch, dass Bloch nur wenig von anderen Autoren übernahm, sondern vor allem auf seine eigene Sammlung von Fischen zurückgriff. Darüber hinaus veröffentlichte Bloch auch Arbeiten über parasitäre Würmer.
Gemeinsam mit Johann Gottlob Theaenus Schneider (1750–1822) begann er mit den Arbeiten an einem Katalog, der unter dem Titel Systema ichthyologiae iconibus CX illustratum alle Fischarten der Welt aufführen sollte, aber nie vollendet wurde. Allerdings umfasst das fragmentarische Werk 1519 Artbeschreibungen. Blochs Fischsammlung umfasste rund 1500 Exemplare und wurde 1810 dem Berliner Zoologischen Museum, heute Museum für Naturkunde Berlin, einverleibt. Diese weltbekannte Bloch-Sammlung ist heute der älteste Schatz des Museums. Mit den 800 noch vorhandenen Exemplaren ist sie die größte noch bestehende ichthyologische Sammlung aus dem 18. Jahrhundert.
Seine Ehefrau war Cheile Bloch, geborene Ephraim (ca. 1757–1780).

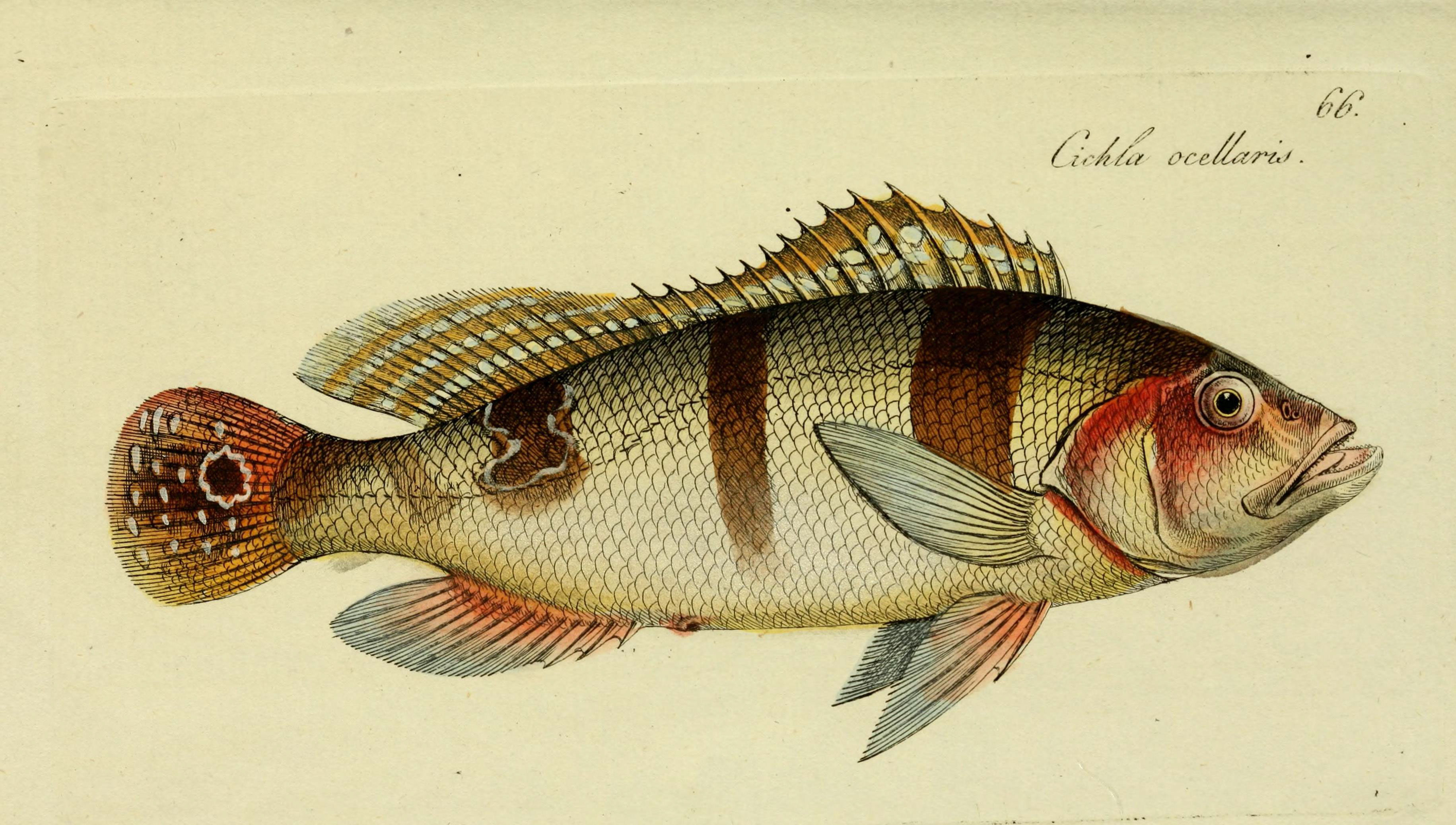
Cichla ocellaris

## Werke
- Sein Hauptwerk ist die „Allgemeine Naturgeschichte der Fische“ Berlin 1782–95, 12 Bde. mit 432 farbigen Kupfern, lange Zeit das einzige umfassende Werk über jene Tierklasse und noch jetzt wertvoll (ins Französische übersetzt von Laveaux, das. 1785, 6 Bde.). doi:10.5962/bhl.title.63303 doi:10.5962/bhl.title.46381
- „Naturgeschichte der ausländischen Fische.“ Veröffentlicht „Auf Kosten des Verfassers, und in Commission in der Buchhandlung der Realschule“, Berlin 1786. Digitalisierung
- Unvollendet hinterließ er das „Systema ichthyologiae iconibus CX illustratum“, das J. G. Schneider (Berlin 1801) herausgab. doi:10.5962/bhl.title.5750 doi:10.5962/bhl.title.58288
- Abhandlung von der Erzeugung der Eingeweidewürmer und den Mitteln wider dieselben. Siegismund Friedrich Hesse, Berlin 1782 doi:10.5962/bhl.title.62139